# William Williams (Politiker, 1731)

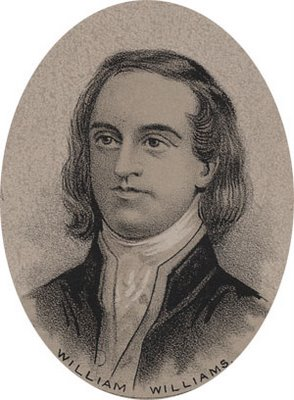
William Williams

William Williams (* 28. April 1731 in Lebanon, Colony of Connecticut; † 2. August 1811 in Lebanon, Connecticut, USA) war ein britisch-amerikanischer Händler und Politiker. Er war 1776 Delegierter für Connecticut im Kontinentalkongress, wo er die Unabhängigkeitserklärung der USA unterzeichnete. Damit ist er einer der Gründerväter der USA.

## Leben
Williams Eltern waren der Minister Tim Solomon Williams und Mary Porter. Er studierte ab 1747 Theologie und machte 1751 seinen Abschluss an der Harvard University. Von 1753 bis 1796 war er Stadtdirektor von Lebanon. Er schloss sich der Miliz im Franzosen- und Indianerkrieg an und nahm 1755 an der Expedition an den Lake George teil. Nach dem Krieg eröffnete er einen Laden in Lebanon, den er viele Jahre betrieb. Williams heiratete 1771 Mary Trumbull, die Tochter des Gouverneurs Jonathan Trumbull senior. Sie blieben bis zu seinem Tod zusammen und hatten drei Kinder.
Er war 1757 bis 1762, von 1763 bis 1776 und von 1780 bis 1784 Mitglied des Repräsentantenhauses von Connecticut; 1775 und 1781 bis 1783 als dessen Sprecher.
Williams wurde als Ersatz für Oliver Wolcott in den Kontinentalkongress gewählt und weilte dort 1776 und 1777. Obwohl er zu spät für die Abstimmung für die Unabhängigkeitserklärung eintraf, unterzeichnete er die offizielle Kopie als Repräsentant Connecticuts.
Während des Amerikanischen Unabhängigkeitskrieges war Williams Mitglied eines Sicherheitskomitees. Er war von 1776 bis 1804 am Gerichtshof von Windham County (Connecticut) und von 1776 bis 1808 Richter für Erbangelegenheiten für den Windham District. 1787 nahm Williams am Connecticuter Kongress zur Ratifizierung der Unabhängigkeitserklärung der USA teil.